# Сумурдуку
Сумурдуку (рум. Sumurducu) — село у повіті Клуж в Румунії. Входить до складу комуни Синпаул.
Село розташоване на відстані 339 км на північний захід від Бухареста, 15 км на північний захід від Клуж-Напоки.

## Населення
За даними перепису населення 2002 року у селі проживали 124 особи.
Національний склад населення села:
| Національність | Кількість осіб | Відсоток |
| -------------- | -------------- | -------- |
| румуни         | 90             | 72,6%    |
| цигани         | 33             | 26,6%    |

Рідною мовою назвали:
| Мова      | Кількість осіб | Відсоток |
| --------- | -------------- | -------- |
| румунська | 90             | 72,6%    |
| циганська | 33             | 26,6%    |